# 仙台市立広陵中学校
仙台市立広陵中学校（せんだいしりつ こうりょうちゅうがっこう）は、宮城県仙台市青葉区熊ヶ根石積にある公立中学校。

## 歴史
広陵中学校は、2001年に熊ヶ根中学校と大倉中学校が統合して開校した。大倉中学校は1947年に大沢村が設立し、熊ヶ根中学校は1965年に宮城町が設立し、ともに合併によって仙台市立となった。広陵中学校は旧熊ヶ根中学校の600mほど北側であり、近隣であるが形式は2001年の創立である。
- 2001年4月 - 仙台市立熊ヶ根中学校と仙台市立大倉中学校が統合して広陵中学校が開校
- 2017年12月 - 早坂良博士による学業成就祈願の寄贈が開始される

## 学区
仙台市立上愛子小学校の学区のうち、作並、大倉、熊ヶ根、新川地区の全域と上愛子の一部。仙台市でも山間部にある中学校であるために生徒数は少ない。学区が広いため作並、大倉地区の生徒はスクールバスでの通学となっている。

## 部活動
- 卓球
- 男女ソフトテニス
- ギター（部員がおらず、休部中）
- 総合文化

## 出身有名人
熊ヶ根中学校、大倉中学校も含む。

### 研究・教育
- 早坂良 - 岩手大学准教授

### 政治家
- 佐藤わか子

### 芸能
- 庄司恵子 - 歌手

## 交通
- JR仙山線熊ケ根駅下車、仙台市営バス・作並温泉行、熊ヶ根駅前下車